# Princess Anne
Princess Anne är en liten stad i den amerikanska delstaten Maryland med en yta av 3,3 km² och en folkmängd, som uppgår till 3 290 invånare (2010). Princess Anne är administrativ huvudort i Somerset County, Maryland. Staden grundades 1733 och är uppkallad efter den brittiska prinsessan Anna som levde mellan 1709 och 1759 och som gifte sig med Vilhelm IV av Oranien 1734.

## Kända personer från Princess Anne
- Phillips Lee Goldsborough, politiker, guvernör i Maryland 1912-1916, senator 1929-1935